# Bundesstraße 14
Die Bundesstraße 14 (Abkürzung: B 14) ist eine der langen Bundesstraßen Süddeutschlands und führt durch die Bundesländer Baden-Württemberg und Bayern vom Bodensee über Stuttgart und Nürnberg zur tschechischen Grenze.

## Verlauf

### Stockach – Stuttgart
Sie beginnt am Ortsrand von Stockach, etwa fünf Kilometer nordwestlich des Bodensees. Von hier führt sie zunächst in nordwestlicher Richtung durch den Naturpark Obere Donau nach Tuttlingen (23 km), wo sie die noch junge Donau überquert. Nun führt sie auf landschaftlich interessanter Strecke als „Deutsche Uhrenstraße“ am Albtrauf vorbei ins sehenswerte alte Rottweil (51 km).
Hier macht die Straße einen leichten Bogen nach Norden und führt als landschaftlich sehr reizvolle kurvige Strecke am Schwarzwald entlang bis Horb am Neckar (98 km). Auf diesem Abschnitt wurde die Straße Anfang 2016 zur Landesstraße 424 herabgestuft. In Horb am Neckar überquerte die Bundesstraße 14 den Neckar in seinem Oberlauf und bog darauf nach Nordosten ab. Dieser Abschnitt wurde aber Anfang 2018 zur B 32 und B 28 umgewidmet. Nach 15 Kilometern, kurz vor der Ausfahrt Rottenburg der A 81, wurde die Bundesstraße 14 wegen des niedrigeren Verkehrsaufkommens auf zwölf Kilometern Länge erneut zur Landesstraße umgewidmet und bis Herrenberg (130 km) durch die Landesstraße 1184 ersetzt. Nun führt sie wieder als Bundesstraße 14 auf sieben Kilometern Länge zur Ausfahrt Gärtringen (eine der wenigen Autobahnausfahrten nach links in Deutschland) der Bundesautobahn 81, wo sie auf 16 Kilometern Länge durch die Bundesautobahn (ab Kreuz Stuttgart A 831) ersetzt wird und direkt in die Landeshauptstadt Stuttgart (164 km) führt.

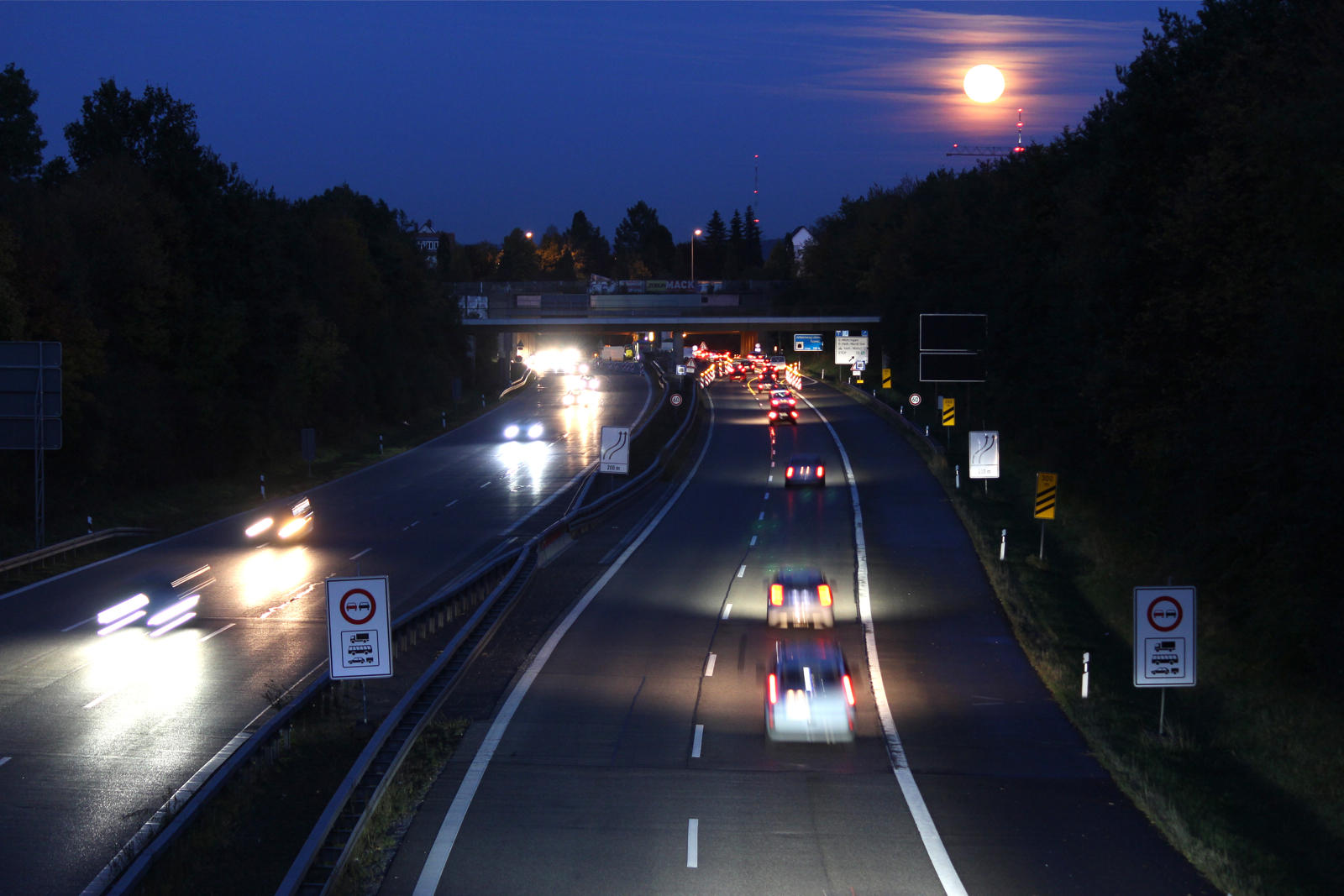
Verlauf vom Kreuz Stuttgart zum Johannesgrabentunnel

Am Autobahnende, der Ausfahrt Stuttgart-Vaihingen (153 km), wird die Straße wieder zur Bundesstraße 14 und führt ab dem Schattenring bergab als vierspurige Neubaustrecke nach Stuttgart-Heslach; die vielen engen Kurven des alten Ausbauszustandes konnten durch zwei Tunnel (Gäubahn- und Viereichenhautunnel) gemildert werden. Ab dem Abzweig Stuttgart-Heslach wird der Verkehr durch den älteren, nur zweispurigen Heslacher Tunnel in das Stadtzentrum von Stuttgart geleitet (Marienplatz und Hauptstätter Straße).
Kurz nach der Ausfahrt Universität (Richtung A 81) gibt es eine Ausfahrt nach links Richtung Gewerbegebiet Vaihingen-Möhringen (zur Nord-Süd-Straße). Hier war einst ein Autobahndreieck, das Autobahndreieck Stuttgart-Vaihingen geplant. Dies ist noch heute anhand des Streckenverlaufes gut zu erkennen. Die Abzweigung ist heute als Dreieck Johannesgraben ausgeschildert. Richtung Möhringen sollte die A 834 abzweigen. Diese Autobahn wurde nie gebaut, stattdessen wurde auf der gleichen Trasse die Nord-Süd-Straße errichtet.

### Stuttgart – Schwäbisch Hall (A6)

#### Abschnitt Stuttgart  – Waiblingen

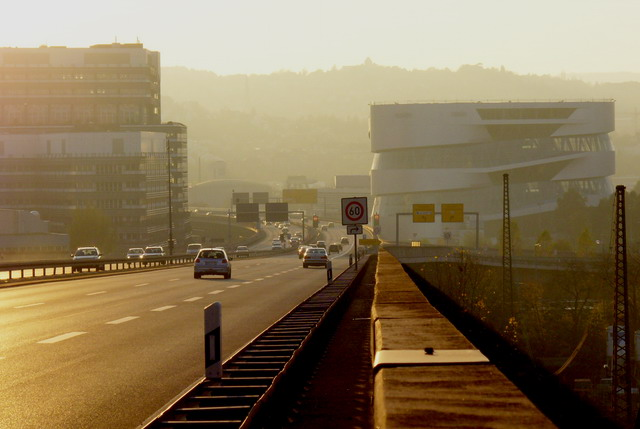
Mercedes-Benz Welt in Stuttgart

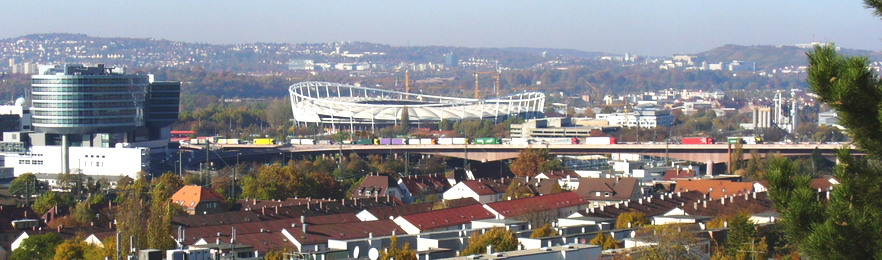
Neckartalviadukt Untertürkheim

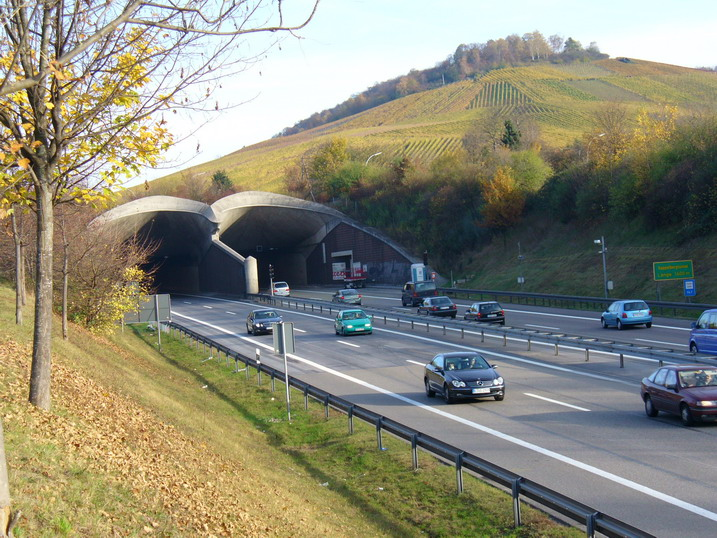
B 14 mit Westportalen des Kappelbergtunnels am Kappelberg

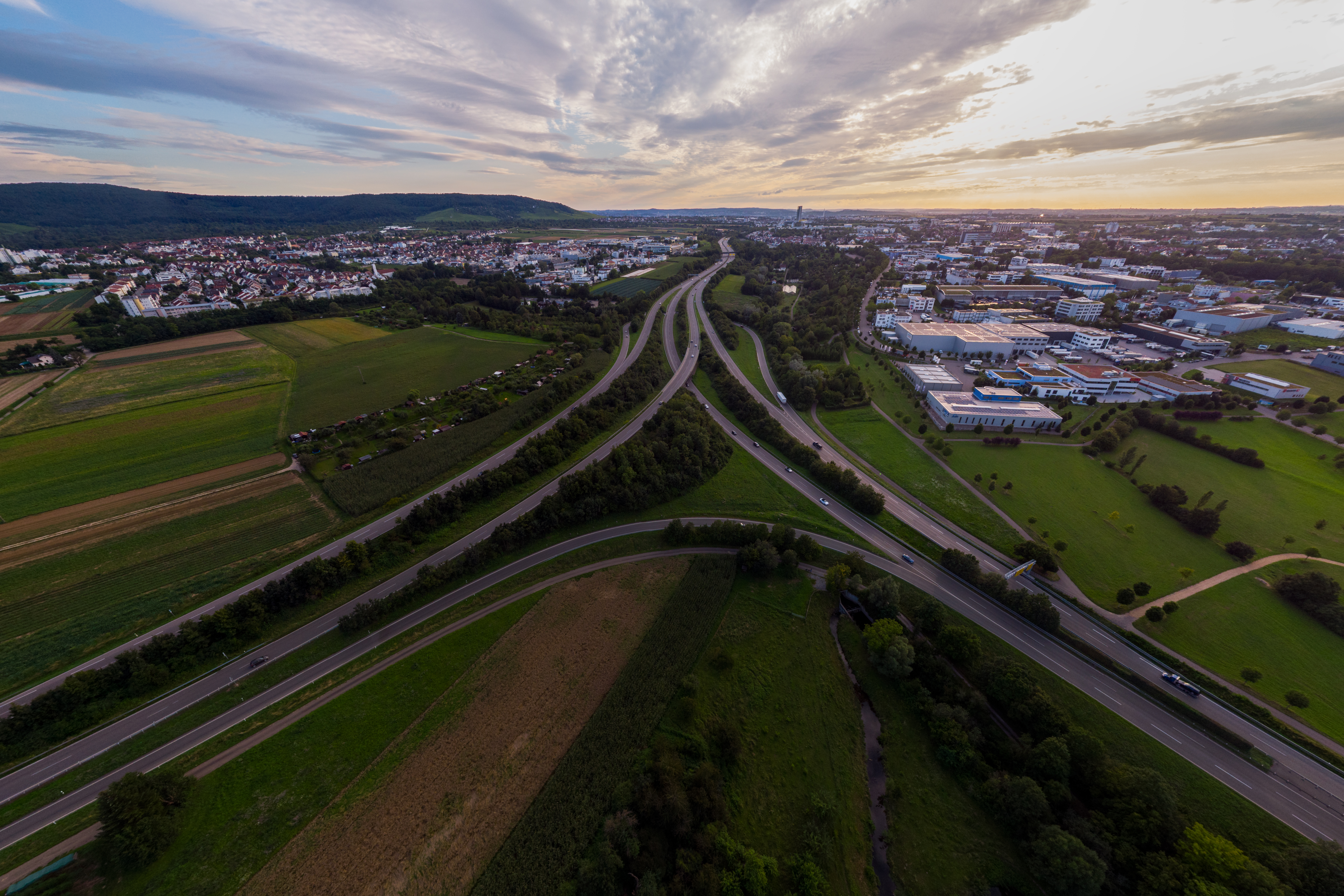
Teiler zwischen B 14 und B 29 bei Waiblingen

Bis zum Ufer des Neckars stellt die Bundesstraße 14 in Stuttgart die Hauptdurchgangsstraße in West-Ost-Richtung dar. Einst war die relativ gerade Fortsetzung durch Bad Cannstatt über Fellbach bis Waiblingen als B 14 ausgeschildert. Seit 1994 verläuft die Bundesstraße 14 jedoch zunächst vereint mit der Bundesstraße 10 am linken Neckarufer entlang. In östlicher Fahrtrichtung stadtauswärts wird dafür im für die Bundesgartenschau 1977 als Einhausung erbauten Schwanenplatztunnel zwischen dem Rosensteinpark und den Mineralbädern rechts in den Berger Tunnel abgebogen. In Gegenrichtung muss jedoch nach Passieren des Leuzetunnels auf der B 10 an einer Ampel gewendet bzw. scharf links auf die Gegenfahrbahn abgebogen werden, wofür drei Fahrspuren zur Verfügung stehen. Dieser Missstand wurde durch den neuen B 14-Kurztunnel sowie den neuen B 14-Wender behoben, der am 21. Februar 2021 in Betrieb ging.
Nach dem gemeinsamen Abschnitt am Neckar trennt sich die B 14 bald wieder von der B 10 und führt über das 1400 m lange, 1994 freigegebene Neckartalviadukt Untertürkheim direkt am neuen Mercedes-Benz Museum am Daimler-Werk Stuttgart-Untertürkheim vorbei, um durch den 1585 Meter langen Kappelbergtunnel die Stadt Fellbach zu umgehen. Kurz vor Waiblingen stößt die ehemalige B 14 aus Fellbach hinzu und nach einem etwa einen Kilometer langen achtspurigen Übergangsbereich zweigt die Bundesstraße 29 ins Remstal ab. Dieser Abschnitt zwischen der Bundesstraße 10 und Waiblingen war bis 1992 als B 312 geplant worden.

#### Abschnitt Waiblingen  – Nellmersbach
Zwischen Waiblingen und Winnenden ist die Bundesstraße 14 schon in den 1970er Jahren vierspurig ausgebaut worden, dieser Abschnitt wurde am 23. Oktober 1979 freigegeben. Die Umgehung von Winnenden wurde erst im neuen Jahrtausend erstellt. Der erste ca. 1,5 km lange Abschnitt über die Zipfelbachtalbrücke bis zur Anschlussstelle Winnenden-Mitte wurde am 27. November 2006 freigegeben und vorübergehend als Bundesstraße 14n bezeichnet. Das nördliche ca. 3,8 km lange Teilstück durch den 1080 m langen Tunnel Leutenbach bis zur Anschlussstelle Nellmersbach wurde am 21. September 2009 eröffnet.

#### Abschnitt um Backnang
Der Planfeststellungsbeschluss zum weiteren Streckenausbau von Nellmersbach über Waldrems und Maubach und um Backnang (199 km) herum ist erlassen. Eigentlich sollte der Abschnitt bis Backnang zur Fußball-WM 2006 fertiggestellt sein. Am 23. November 2009 begannen die Rodungsarbeiten. Durch zusätzliche Bundesmittel für den Straßenbau, resultierend aus der höheren Lkw-Maut 2009, konnte der Baubeginn vorverlegt werden. Ende Mai 2010 wurde jedoch bekanntgegeben, dass der Ausbau aufgrund der verringerten Mittelzuweisungen des Bundes für den Fernstraßenbau bis auf Weiteres zurückgestellt wurde. Am 23. Dezember 2010 wurde bekannt, dass doch 2011 mit dem Weiterbau der 900 m langen Strecke bis Waldrems begonnen werden soll, allerdings aus Kostengründen zunächst ohne den für Waldrems geplanten 135 m langen Tunnel. Im Investitionspaket, welches am 21. Juli 2015 von Bundesverkehrsminister Dobrindt bekanntgegeben wurde, sind 10 Millionen Euro für den Weiterbau bis Backnang-Waldrems enthalten. Zu Beginn des Jahres 2016 wurde schließlich der komplette Bauabschnitt 1 (Teilabschnitte 1.1 und 1.2) freigegeben, nachdem der Teilabschnitt 1.1 bereits im Juli 2015 genehmigt wurde. Der Baubeginn für den vierspurigen Ausbau bis Waldrems (Teilabschnitt 1.1) war für Mai 2016 geplant, mit dem Teilabschnitt 1.2, welcher auch den Tunnel Waldrems enthält, soll 2019 begonnen werden. Am 10. Juni 2016 fand schließlich der symbolische Spatenstich für den Weiterbau von Nellmersbach bis Waldrems statt. Dieser Abschnitt wurde nach mehreren Verzögerungen am 12. und 13. November 2018 freigegeben. Unmittelbar danach soll der Weiterbau bis nach Backnang in Angriff genommen werden. Bis zum Ausbau des Knotens Waldrems (Tunnel Waldrems) wird der Abschnitt zwischen Nellmersbach und Waldrems nicht kreuzungsfrei sein, sondern eine provisorische Ampelanlage erhalten.

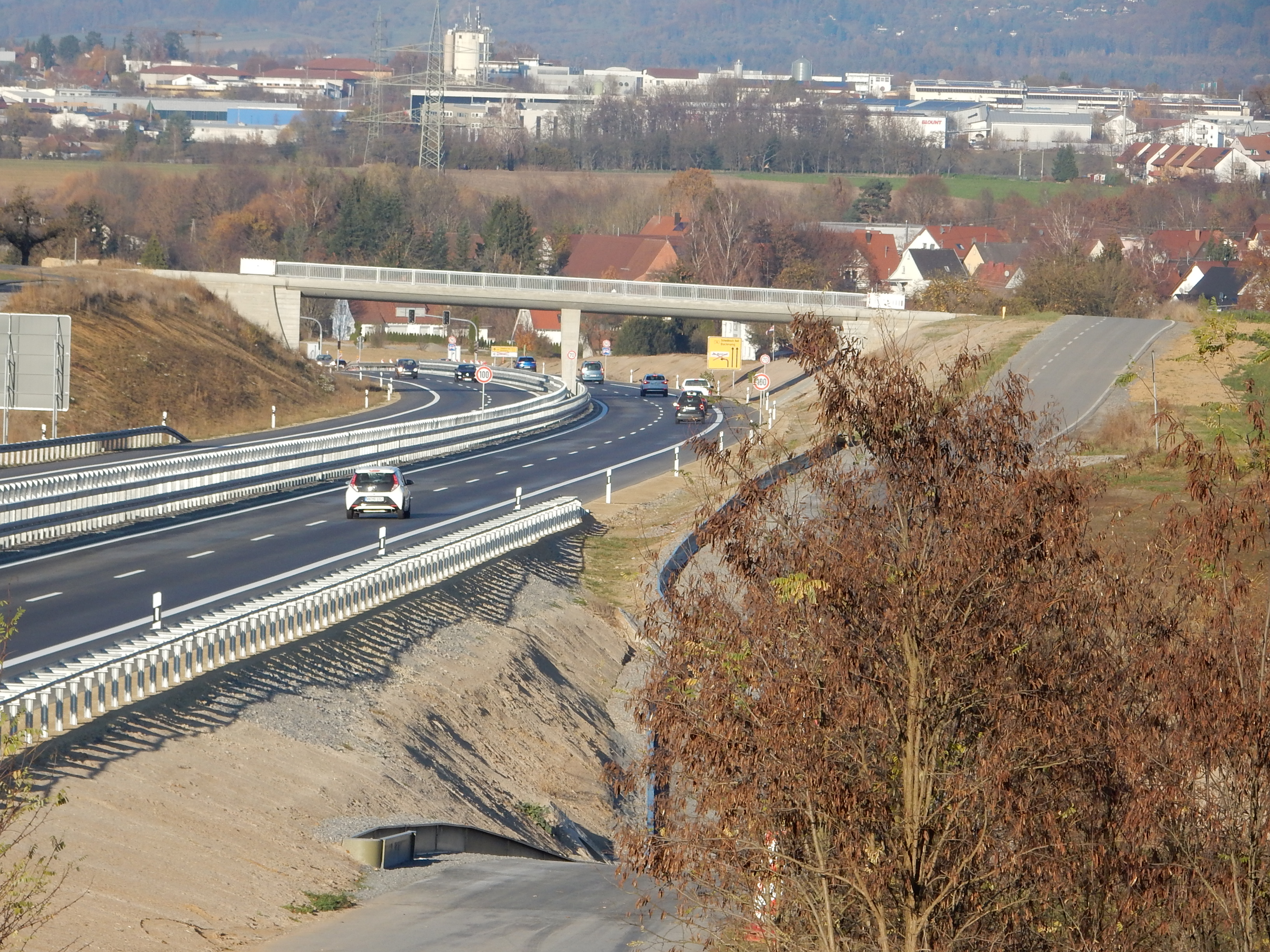
Derzeitiges Ausbauende bei Waldrems

Die Stadt Backnang wird in großem Bogen westlich umgangen, wobei die Bahnlinien nach Waiblingen und nach Ludwigsburg sowie die Kreisstraße 1897 nach Erbstetten unterquert wird, und gleich anschließend die Murr mit dem Murrtalviadukt überquert wird. Dieses 1948 provisorisch wieder errichtete Bauwerk musste ersetzt werden. Die Arbeiten für ein Viadukt der dritten Generation wurden im September 2009 begonnen, westlich neben der bestehenden Brücke. Die Eröffnung fand am 22. August 2011 statt. Am 21. September 2016 wurden die finanziellen Mittel für den Weiterbau zwischen Waldrems und Backnang-West freigegeben. Die Kosten für diesen Abschnitt sollen bei 105 Mio. Euro liegen.
Die Bundesstraße 328, die westlich von Backnang an der sogenannten Krähenbachkreuzung von der B 14 abzweigt, dient als Autobahnzubringer zur A 81 AS Mundelsheim. Der geplante Ausbau der Landesstraße ist politisch umstritten, da die Anliegergemeinden Großaspach und Großbottwar eine Vergrößerung des Verkehrsaufkommens befürchten, wenn diese in Verbindung mit der B 14 als mautfreier weiträumiger „Großer Nordostring Stuttgart“ genutzt werden könne. Zudem könnten landwirtschaftliche Fahrzeuge die ausgebaute Strecke nicht mehr befahren. Das baden-württembergische Verkehrsministerium gab im März 2013 bekannt, dass die L 1115 vierspurig ausgebaut und zur B 29 hochgestuft wird, was jedoch nicht geschah. Die B 29 solle zukünftig zwischen Waiblingen und Backnang-West auf einer gemeinsamen Trasse mit der B 14 verlaufen. Zwischenzeitlich wurden diese Pläne wieder verworfen. Am 3. Januar 2019 bestätigte der Bund, dass die bisherige Landesstraße 1115 voraussichtlich noch 2019 zur Bundesstraße hochgestuft wird, was aber bis Mitte 2021 nicht geschah. Der Zubringer werde künftig ein Teil der B 29 werden und dreispurig ausgebaut werden. Im Jahr 2020 sollte auf der Trasse der B 14 zwischen Stuttgart und Backnang auch ein Teilstück der verlängerten Bundesstraße 313 verlaufen, sobald der Autobahnzubringer nach Mundelsheim ausgebaut sei. Im Sommer 2021 wurde die Aufstufung zur Bundesstraße 328 bekannt gegeben, da diese Nummer noch nicht vergeben sei und so keine Verwechslungen entstünden. Die Hochstufung folgt zum 1. April 2023. Im April 2023 wurde auch mit dem Bau des zweiten Murrtalviadukts begonnen. Ende Dezember 2023 gab die Bundesregierung die Mittel für den Weiterbau zwischen dem Wohnplatz Alte Schule und der Anschlussstelle Backnang-Mitte frei. Für den Tunnel Waldrems soll 2024 ein Plangenehmigungsverfahren eingeleitet werden. Der endgültige Ausbauzustand soll 2029 erreicht sein.

#### Abschnitt Oppenweiler  – Schwäbisch Hall
Durch Oppenweiler, wo der Beginn des Planfeststellungsverfahrens für eine 2,6 km lange Ortsumgehung entlang der Bahnlinie für 2011 in Aussicht gestellt wurde, verläuft die Bundesstraße 14 im hier engen Tal der Murr bis Sulzbach an der Murr. Die OU soll dabei im Süden bei Unterstaigacker bzw. der Einmündung der K1897 über eine neue Murrbrücke zur Bahnlinie im Osten geführt werden. Die Umsetzung des Gesamtvorhabens hängt im Norden von Oppenweiler zusammen mit dem noch ausstehenden Bau eines Regenrückhaltebeckens bei Reichenbach und Rüflensmühle, wobei die Trasse entlang des Staudamms verlaufen soll und vor Ellenweiler wieder auf die alte Trasse am westlichen Talhang anschließt.
In Sulzbach mündet vom Lautertal im Nordwesten die Landesstraße 1066 ein. Nach einem gemeinsamen Teilstück ist die geradeaus Murrtal-aufwärts verlaufende L 1066 vorfahrtsberechtigt und die B 14 biegt links ins Fischbachtal Richtung Schwäbisch Hall ab. Sie verläuft als sog. Sulzbacher Steige bis Großerlach bergauf, um anschließend das Tal der Rot vor Mainhardt zu durchqueren. Dieser fahrerisch interessante Streckenabschnitt im Naturpark Schwäbisch-Fränkischer Wald ist durch Motorradfahrer, durch regelmäßige Schwertransporte und LKW-Testfahrten in die Schlagzeilen geraten. Von der Hochebene bei Bubenorbis führt die B 14 auf der „Roten Steige“ mit einigen Kurven sowie einer über einen Kilometer langen, genau in östlicher Richtung geradeaus verlaufenden Rampe hinab in die Hohenloher Ebene nach Michelfeld und in die westlichen Vororte der alten Salz- und Münzstadt Schwäbisch Hall (237 km).
Dort, beginnend in der Nähe der Kreuzung der B 14 mit der von Süden kommenden Bundesstraße 19, wurde eine Westumgehung von den westlichen Vororten Schwäbisch Halls nach Norden zur A 6 geschaffen, welche auf der Trassierung der verworfenen Bundesautobahn 85 verläuft. Da diese Autobahn abgelehnt wurde, und auch eine Bundesstraße auf dieser Trasse, wurde zur Entlastung mehrerer Ortsdurchfahrten eine Kreisstraße gebaut und die K 2576 am 6. Juni 2011 fertiggestellt. Die B 14 und B 19 führen gemeinsam hinab nach Schwäbisch Hall, wo am Weiler-Tunnel zur Entlastung der Engstelle unter der Eisenbahnbrücke gearbeitet wird. Im Kochertal schwenkte einst die B 14 nach Osten, aber seit deren Ersatz durch die A 6 verläuft die B 14 nominell zusammen mit der B 19 durch Gelbingen und Untermünkheim nach Norden. Gute sieben Kilometer weiter, nach dem Aufstieg zur Hochebene bei Wittighausen bzw. Steigenhaus, wo die neue Kreisstraße einmündet, trennen sich die Bezeichnungen wieder, in die nordwestlich zur A 6 AS Kupferzell führende B 19 und den nach Nordosten führenden Autobahnzubringer zur A 6 AS Schwäbisch Hall, der als B 14 ausgeschildert ist. De facto ist dieser Abschnitt der K 2576 also ein Lückenschluss in der B 14, sowie eine auf der Hochebene verlaufende für Durchreisende günstigere Alternative zum Umweg über die B 19, die historisch bedingt durch Stadt und Tal verläuft.
Ab der AS Schwäbisch Hall wird die Bundesstraße 14 wiederum durch eine Bundesautobahn ersetzt – diesmal bis Aurach auf 45 Kilometern Länge durch die Bundesautobahn 6. Auf diesem Autobahnstück überschreitet die Straße auch die Landesgrenze nach Bayern (288 km). Die ehemalige B 14 zwischen Schwäbisch Hall und Crailsheim wurde zurückgestuft auf die Landesstraße 2218. Der Streckenverlauf führte von der Hochebene östlich von Schwäbisch Hall über Serpentinen hinab ins Tal der Bühler bei Cröffelbach und ebenso kurvig wieder hinauf nach Wolpertshausen und weiter auf der Hochebene über Ilshofen bis vor Crailsheim. Dort wurde die 1066 auf der Trasse der ehemaligen B 14 bis zur Landesgrenze verlängert und in Bayern als Staatsstraße 1066 über Feuchtwangen zur A 6-Anschlussstelle Aurach fortgeführt. Seit 2015 ist auch die ehemalige B 14 von der AS Aurach bis zur B 13 in Ansbach als Staatsstraße 1066 gewidmet.

### Ansbach – Waidhaus

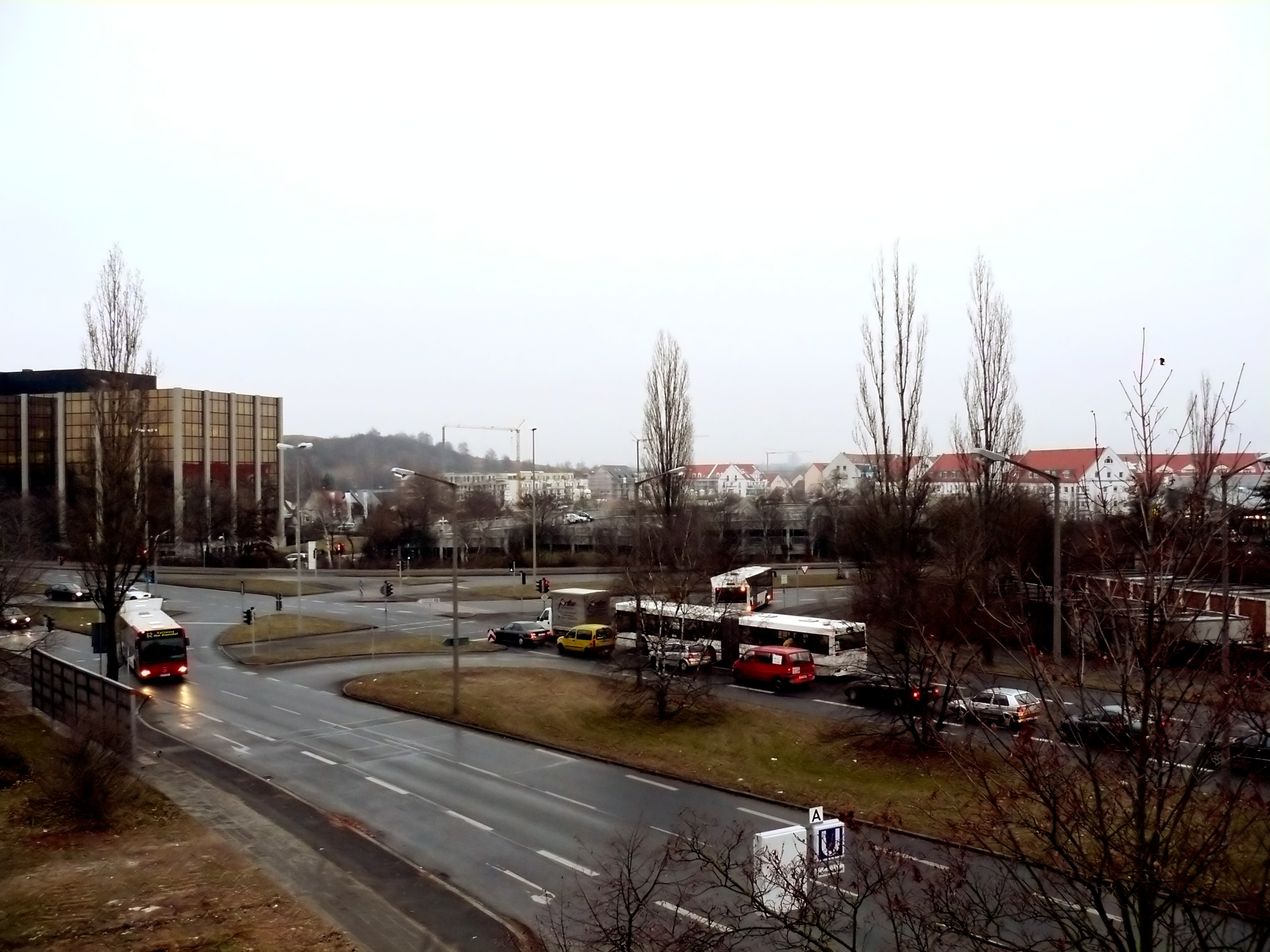
Am Ende der Schweinauer Hauptstraße in Nürnberg trennen sich die B 2 (rechts) und B 14 (vorne)

Die B 14 wird in Ansbach (309 km) von der Bundesstraße 13 abzweigend fortgesetzt. Sie führt nach Stein, wo sie an einem Kreisverkehr übergeht in den Stadtverkehr der größten fränkischen Stadt, Nürnberg (345 km). Dort trifft die B 14 südwestlich des Main-Donau-Kanals und der Südwesttangente mit der B 2 zusammen. Gemeinsam münden die beiden Bundesstraßen als Schweinauer Hauptstraße in die Ringstraße B 4R, die die B 14 im Osten als Äußere Sulzbacher Straße und später Erlenstegenstraße wieder in Richtung Lauf a. d. Pegnitz verlässt. Die Stadt Lauf wird über ein Teilstück der A 9 zwischen den Anschlussstellen Lauf und Lauf/Hersbruck umfahren. Im weiteren Verlauf wird das Gewerbegebiet Bräunleinsberg tangiert und der Ort Reichenschwand durchquert. Die Stadt Hersbruck wird mit einer als Kraftfahrstraße ausgeschilderten Umgehungsstraße umfahren. In diesem Abschnitt gibt es mehrere Ausfahrten sowie einen Kreisverkehr. Die Bundesstraße führt weiter durch die Hersbrucker Schweiz nach Sulzbach-Rosenberg (394 km). Weiter hinauf führt die Straße über die Naab (430 km) in den Naturpark Oberpfälzer/Bayerischer Wald. Das letzte Stück geht es als immer noch von vielen Lastkraftwagen befahrene Bundesstraße die 34 Kilometer bis zur Grenzstation Waidhaus und nach Tschechien. In den Jahren 1938 bis 1945 wurde die damalige Reichsstraße 14 verlängert ins Sudetenland und dann über Pilsen durchs Protektorat Böhmen und Mähren bis an die Moldau in Prag (ähnlich der alten Goldenen Straße bzw. „verbotenen Straße“).
Im Zuge des Neubaus der Autobahn A 6, die die Funktion der B 14 als internationale Fernstraße in Richtung Tschechien übernommen hat (E 50), ging das letzte 20 Kilometer lange Teilstück der Bundesstraße im Streckenverlauf der neuen Autobahn auf oder wurde zur Kreis- bzw. Staatsstraße abgestuft. Seitdem endet die Bundesstraße an der Anschlussstelle 27 (Wernberg-Köblitz) der A 93. Der alte Grenzübergang Waidhaus dient seit der Eröffnung des Autobahn-Grenzübergangs Waidhaus/Rozvadov nur noch dem PKW-Grenzverkehr.
Die Gesamtstreckenlänge der Bundesstraße 14 beträgt 464 Kilometer. Davon abziehen müsste man die zwölf Kilometer Landesstraße sowie 81 Kilometer Bundesautobahn, durch die die alte Bundesstraße 14 auf verschiedenen Zwischenstrecken ersetzt wurde.

## Geschichte

### Ursprung

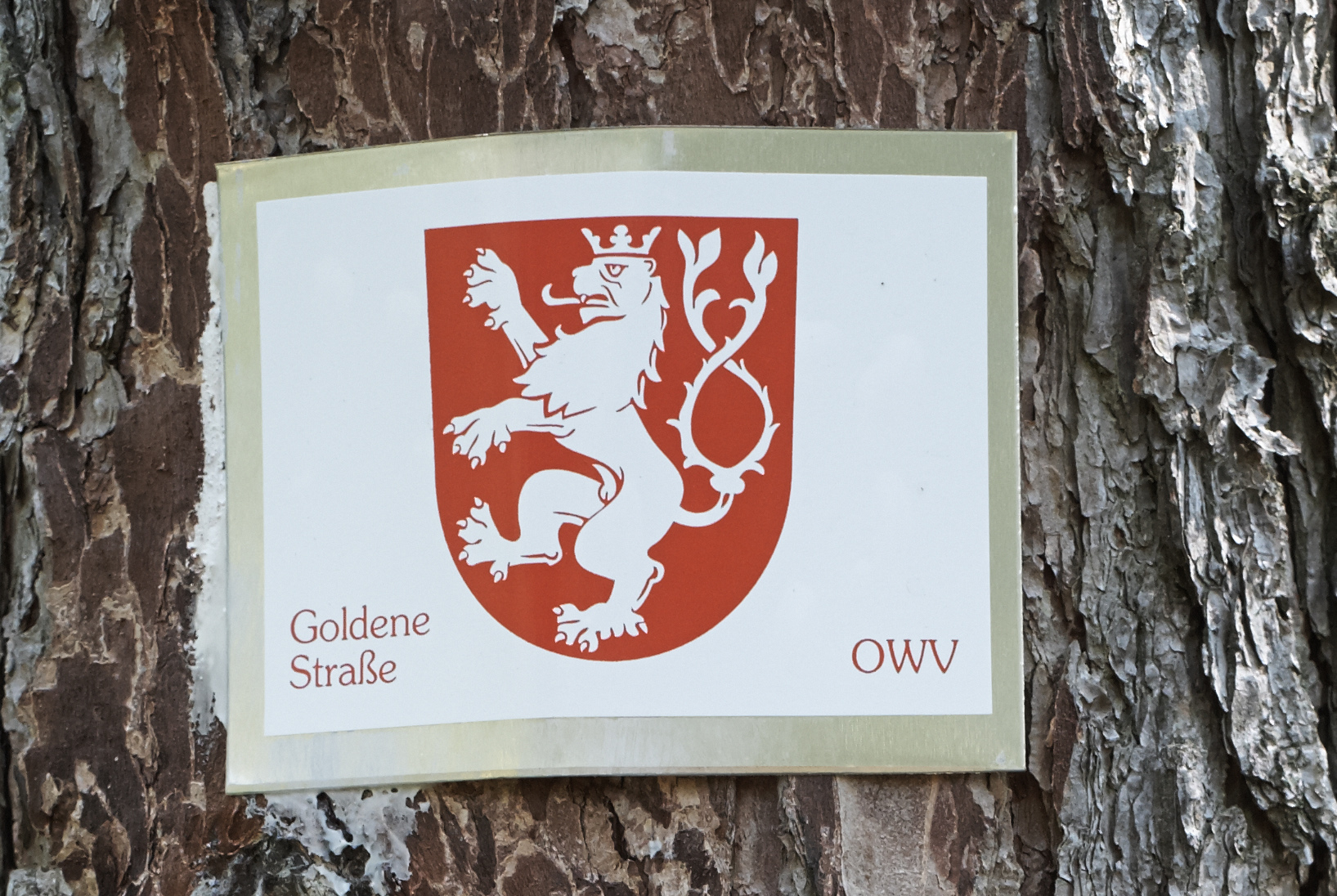
Die Goldene Straße, hier ein Hinweisschild bei Hirschau, war eine Vorläuferin der B 14.

Die Verbindung zwischen den einstigen Reichsstädten Nürnberg und Prag wurde im 14. Jahrhundert zur Reichsstraße erhoben und als Via Carolina bezeichnet. Bei der Reichsstraßennumerierung wurde diese historische Route als Teil der R 14 ausgewiesen.
Die Landstraße zwischen Backnang und Schwäbisch Hall wurde 1848 zu einer Chaussee ausgebaut.

### Streckenfreigaben der bisher vierspurig ausgebauten Abschnitte

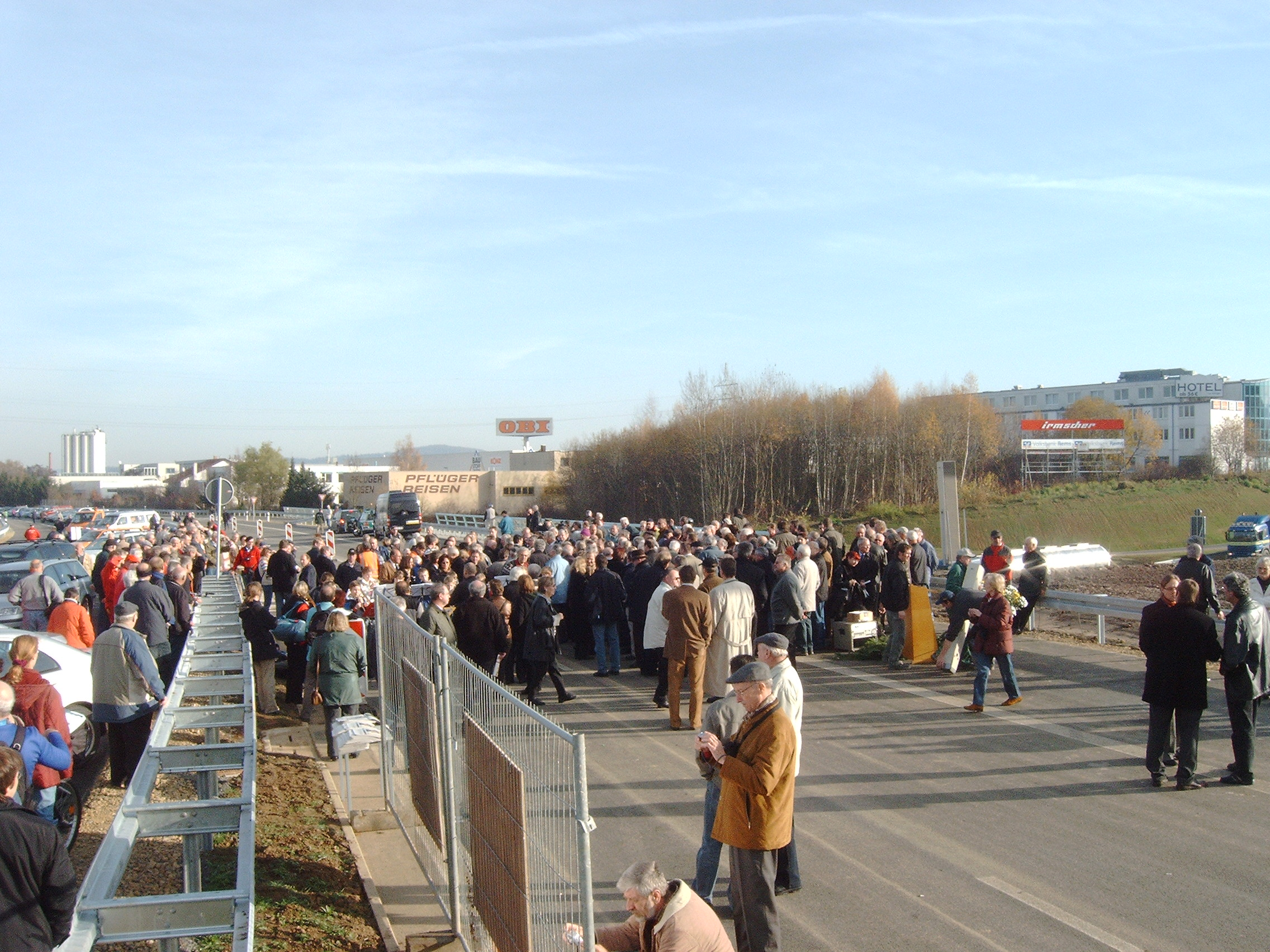
Freigabe der B 14 in Winnenden am 27. November 2006.

- Stuttgart-Vaihingen – Schattenring: 1976
- Waiblingen – Winnenden-Süd: 23. Oktober 1979
- Waiblingen – Anschlussstelle Benzstraße: 14. Dezember 1992
- Neckartalviadukt Untertürkheim: 29. Dezember 1994
- Schattenring – Heslach: 2002
- Winnenden-Süd – Winnenden-West: 27. November 2006
- Winnenden-West – Leutenbach: 21. September 2009
- Leutenbach – Waldrems, Freigabe 12./13. November 2018

### Frühere Strecken und Bezeichnungen

Reichsstraße 14

Die 1932 eingeführte Fernverkehrsstraße 14 (FVS 14), 1934 in Reichsstraße 14 (R 14) umbenannt, führte ursprünglich laut Conti-Atlas von 1934 von Stuttgart bis zur tschechoslowakischen Grenze, wurde aber etwa 1937 auf ihre jetzige Länge ab dem Bodensee ausgedehnt. Es wurden dazu unter anderem acht württembergische Staatsstraßen (nach dem Stand von 1886) unter einer gemeinsamen Straßennummer verknüpft:
| Staatsstraße | Länge   | Verlauf                                      |
| ------------ | ------- | -------------------------------------------- |
| Nr. 83       | 52,9 km | Stockach – Rottweil (– Tübingen – Stuttgart) |
| Nr. 86       | 51,0 km | Rottweil – Horb – Ergenzingen (– Tübingen)   |
| Nr. 93       | 11,6 km | Ergenzingen – Herrenberg                     |
| Nr. 99       | 36,2 km | (Freudenstadt –) Herrenberg – Stuttgart      |
| Nr. 36       | 8,4 km  | Stuttgart – Waiblingen (– Aalen)             |
| Nr. 21       | 48,9 km | Waiblingen – Schwäbisch Hall                 |
| Nr. 22       | 28,9 km | Schwäbisch Hall – Crailsheim                 |
| Nr. 23       | 8,8 km  | Crailsheim – Ansbach                         |

Nach der Okkupation des Sudetenlandes durch das Deutsche Reich im Oktober 1938 wurde die R 14 bis Haid (Anschluss an Reichsstraße 92) bzw. Pilsen (Reichsstraße 11) verlängert, nach der gewaltsamen Besetzung der übrigen tschechischen Gebiete im März 1939 bis nach Prag. Heute ist die Strecke zwischen der deutsch-tschechischen Staatsgrenze und dem Prager Autobahnring (Dálnice 0) als Silnice II/605 ausgewiesen.

### Verkehrsentwicklung
Die durch Zählungen gemessene Verkehrsbelastung ging von 2005 bis 2015 stetig zurück. Mit über 97.500 in den Talkessel von Stuttgart einfahrenden Fahrzeugen, gemessen an einem Zähltag im Mai 2015, ist sie die am stärksten belastete Straße im Talkessel.